# 下夕張鉄五郎
下夕張 鉄五郎（しもゆうばり てつごろう、1836年〈天保7年6月10日〉 - 1906年〈明治39年〉7月）は、明治時代に活動したアイヌの男性。
現在の北海道夕張郡由仁町に居を構え、道案内や渡船などで開拓者たちを支援した。

## 名前について
アイヌ名をテッピリアという。
戸籍の作成にあたって日本語名をつける必要が生じたため、居住地の下夕張をもって姓とした。文献によっては姓を夕張としている。また個人名は、かつて近隣一帯の有力者であった松前鉄五郎にちなむ。
上記の命名者は泉麟太郎であったと伝わるが、異説によれば1881年（明治14年）の明治天皇北海道巡幸の折、天皇から「下夕張鉄五郎」と名乗るよう言われたという。
なお、北海道大学附属図書館に保管されている写真「開拓使東京第3号園留学アイヌ人 其2」の裏面には、「下湯原鉄五郎」と誤記されている。これは名前の聞き取りの際、「夕張」をアイヌ語の発音 "yubar" で答え、それを日本語話者が「ゆばら」として記載した可能性が考えられる。

## 生活
鉄五郎は、夕張川と阿野呂川の合流地点から少し上流の、由仁側に小さな草小屋を建てて住んでいた。妻と、4人の子供たちとの6人暮らしである。
服装は、自製の着古したアットゥシをまとい、オヒョウの皮で作られたわらじを履いていた。
食事は、アワやヒエなどを少しずつ作り、粥にして食べた。また、手製の丸木舟でサケやウグイを獲っていた。クマやキツネを獲ったときは、毛皮を剥いで和人と交易し、肉は食用にしたという。

## 経歴
1836年（天保7年6月10日）生まれ。
鉄五郎は、乙名を補佐する役職である小使の子であったため、1872年（明治5年）に東京の開拓使第3官園へと連行され、強制就学させられた。
1881年（明治14年）に北海道を巡幸した明治天皇が教育費を下賜した、アイヌ23人のうちに名を連ねている。
1888年（明治21年）5月には、夕張原野への入植を試みる泉麟太郎一行の案内をしている。泉は先発隊として5月8日に夕張川を越える予定であったが、折悪しく増水していたため、鉄五郎の進言で渡河を見合わせることとなった。5月11日に後発隊が追いついてもまだ進むことができず、さらに5日間も野宿を重ねた末の5月16日、鉄五郎は晴天を見計らって移民たちをひとりずつ丸木舟に乗せ、夕張川を越えた。また馬については、浅瀬を選んで渡らせた。
1906年（明治39年）7月、夕張川沿で生涯を終え、その地に土葬されたが、洪水のせいで墳墓の痕跡は残っていない。彼の長男の下夕張シユンタローの一家は、やがて由仁を引き払い、長沼町舞鶴地区へ移住したと言われる。

## 写真について

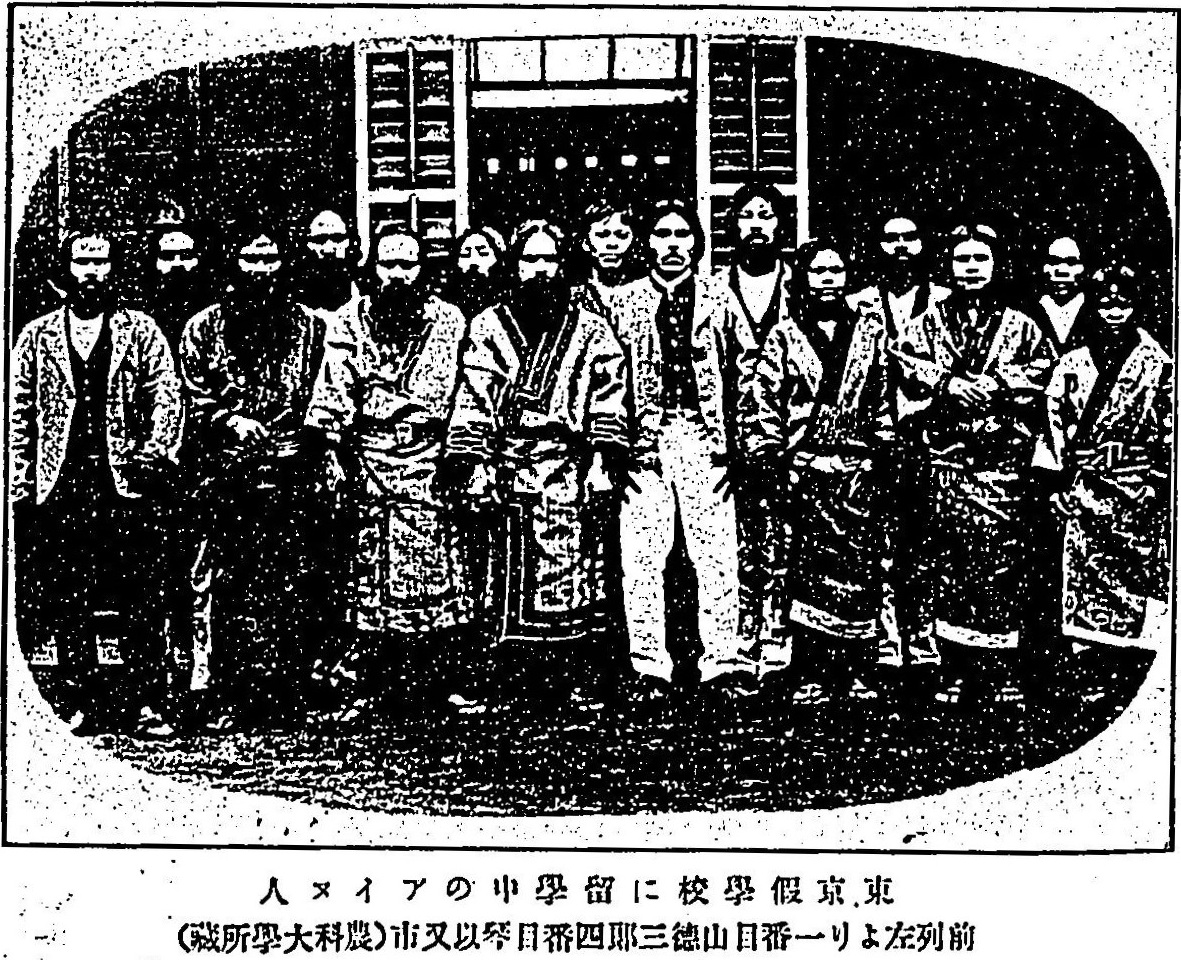
『札幌区史』掲載の写真

アイヌ語地名研究者の山田秀三は、1965年（昭和40年）刊行の『札幌のアイヌ地名を尋ねて』の中で、「琴似又市の写真」を取り上げて紹介した。居並ぶアイヌたちの中央に立つ、アットゥシ姿の人物である。
これは『札幌区史』に掲載された「東京仮学校に留学中のアイヌ人」の写真から1名を抜き出したもので、おそらく写真に添えられた「前列左より（中略）四番目琴似又市」というキャプションを参照したものと考えられる。
基となった写真「開拓使東京第3号園留学アイヌ人 其2」の検証を試みた北海道博物館アイヌ民族文化研究センターの大坂拓は、『札幌区史』や山田秀三の著作にある記述を誤りとし、「前列左から4番目」の人物は琴似又市ではなく、実は下夕張鉄五郎であったと指摘した。